# Standaard FC Lokeren
Standaard FC Lokeren was een Belgische voetbalclub uit Lokeren. De club was aangesloten bij de KBVB met stamnummer (voetbal België) 1783 en had geel en zwart als kleuren. De club speelde een paar seizoenen in de nationale reeksen, maar ging in 1970 op in fusieclub KSC Lokeren.

## Geschiedenis
Reeds voor de Eerste Wereldoorlog werd gevoetbald in Lokeren en in die eerste decennia van de 20ste eeuw ontstond Racing Club Lokeren, dat zich begin jaren 20 aansloot bij de Belgische Voetbalbond. In de jaren 20 waren er ook plannen voor de oprichting van een tweede club in Lokeren. Die kwam er in mei 1931, met de oprichting van Standaard Lokeren, ontstaan vanuit katholieke hoek. De clubkleuren werden geel en zwart en in september van dat jaar sloot ook deze club zich aan bij de Belgische Voetbalbond, waar men stamnummer 1783 kreeg toegekend.
Standaard ging in de gewestelijke reeksen spelen, en bleef daar in tegenstelling tot stadsgenoot Racing de volgende jaren spelen. Begin jaren 50 speelde Roger Lambrecht in de ploeg. Ondertussen klom de club toch langzaam op in de provinciale reeksen. In 1967 werd de club koninklijk, en heette voortaan K. Standaard FC Lokeren.
In 1967 bereikte Standaard voor de allereerste keer de nationale reeksen, iets waar stadsgenoot Racing al drie decennia eerder was in geslaagd. Dat Racing kende nu echter een mindere periode en was zelfs net naar Eerste Provinciale gezakt. Standaard FC Lokeren was zo meteen de enige Lokerse club in de nationale reeksen. Het eerste seizoen kon men zich er handhaven in Vierde Klasse, maar een jaar later strandde men op een voorlaatste plaats en zo degradeerde men in 1969 na twee seizoenen nationaal voetbal weer naar Eerste Provinciale.
Terwijl Standaard degradeerde uit Vierde Klasse, promoveerde stadsgenoot Racing in 1969 terug naar Vierde Klasse. In de periode 1969-1970 begon men een fusie tussen beide clubs te overwegen. In 1970 kwam het tot fusiegesprekken en in de zomer van dat jaar werd de fusie een feit. De fusieclub werd KSC Lokeren genoemd, dat verder speelde met stamnummer 282 van Racing Lokeren. Stamnummer 1783 van Standaard werd definitief geschrapt. De fusie kende ook enige tegenstand, waaruit dat jaar ook een nieuwe club ontstond, Lokerse SV, dat zich bij de voetbalbond aansloot met stamnummer 7445 en tot 1997 actief bleef in de provinciale reeksen. Fusieclub KSC Lokeren speelde vanaf 1970/71 in Vierde Klasse en zou de volgende vier jaar meteen doorstoten naar de hoogste afdeling.

## Bekende spelers
- Roger Lambrecht
- Roland Ingels
- Victor Smilovici
- Jozef Staelens
- Edgard T'syen
- Paul Van Hoecke
- Etienne Zaman